# 대초도
대초도(大草島)는 라선특별시 라진구역 라진만에 있는 섬이다.

## 상세
함경남도와 함경북도를 포함하여 함경도에서 제일 큰 섬이다. 석기 시대부터 사람이 살았다는 증거가 발견되고 있으며, 초도 유적이 있다. 조선 시대에는 풀이 많다고 하여 초곶도로 불렸으며, 주로 어부들이 어업을 하고 생업에 종사하였다. 소초도와 함께 라진만 인근에 위치하며, 라진항을 보호하는 자연적인 방파제 역할을 한다.